# Alessandro Diamanti
Alessandro Diamanti (født 2. maj 1983 i Prato) er en italiensk fodboldspiller, der spiller for Perugia.
Diamanti begyndte sin fodboldkarriere i AC Prato i 1999, men skiftede i sæsonen 2006/2007 til Serie B-klubben AS Livorno Calcio. Efter at have scoret 20 mål i sine 39 kampe for klubben, debuterede han i september 2009 for West Ham United. Året efter skiftede han til Brescia Calcio hvor han spillede ét år, inden turen gik til Bologna.